# دهستان خشک‌رود (زرندیه)
دهستان خشک‌رود یکی از دهستان‌های بخش مرکزی شهرستان زرندیه در استان مرکزی ایران است.

## جمعیت
بر اساس سرشماری مرکز آمار ایران در سال ۱۳۹۵، جمعیت آن ۴۳۸۴ نفر (در ۱۴۴۰ خانوار) بوده‌است.